# Numbers (programa)
Numbers é um aplicativo que ajuda na criação de planilhas e gráficos e é parte da suíte de aplicativos de trabalho da Apple Inc., o iWork.